# Sampsa Astala
Sampsa Astala (* 23. ledna 1974 Vantaa) je finský bubeník. Od roku 2000 do roku 2010 působil ve finské hard rockové/heavy metalové skupině Lordi. Fanoušci ho znají pod jménem Kita.
Své dospívající roky trávil ve městě Karkkila.
Jako jediný ve skupině neměl svoji originální masku. Převzal ji od Sami Keinänena (přezdívaný G-Stealer, první baskytarista Lordi), jen mírně ji upravil a hrál v ní asi do roku 2004. Poté ji pozměnil výrazněji a další změny přicházeli při každém novém albu Lordi. Protože první maska Kity a maska G-Stealera byla velmi podobná, není ze starších fotek Lordi jisté, jestli se na nich objevuje Kita nebo G-Stealer. Poslední maska Kity měla podobu „vesmírného cizince“.
U Lordi vytvářel veškerou hudbu, co se týče bicích. Zpíval zadní hlasy na všech albech, ale při koncertech nemohl zpívat, jelikož mu to nedovolovala jeho maska. Vlastní nahrávací studio, ve kterém byla nahrána některá alba Lordi. Pracuje také jako manažer některým menším skupinám. Na turné rád trávil volné chvíle s Jussi Sydänmaanem (Amen) v barech.
4. října 2010 Lordi oznámili, že Kita opustil kapelu z důvodu porušení základního pravidla Lordi, a to vystupování bez masky při velké pozornosti médií – na Eurovision vystupoval ještě se svou druhou kapelou Stala & So, a to bez masky. Kita vystoupil s jeho kapelou na konferenci finské Eurovision Song Contest. Kita odešel těsně před zahájením turné Europe for breakfast. Lordi však brzy získali nového bubeníka, kterým se stal Otus.